# Сенная площадь (Ижевск)
Сенная площадь (прежние названия Госпитальная площадь, площадь Свободы, площадь Спорта) — историческая площадь в центре Ижевска.
В 1808 году — на следующий год после основания Ижевского оружейного завода — по инициативе его основателя Дерябина на южном склоне одного из главных холмов будущего Ижевска был создан ансамбль госпитальных корпусов. Отсюда и первое название площади — Госпитальная. Через 40 лет из-за пожара заводской госпиталь пришел в полный упадок, и в 1887 году он был окончательно закрыт. Оставшиеся полуразрушенные корпуса были приспособлены под артиллерийский склад.
После этого бывшая Госпитальная площадь стала превращаться в новую базарную площадь со специализацией на торговле сеном. Отсюда её второе название — Сенная площадь (или Сенной рынок). На Сенной площади не было купеческих лабазов или лавок. Торговля шла прямо с возов. Предметами торговли являлись преимущественно сельскохозяйственные товары: скот, птица, корма, различный инвентарь — коромысла, корыта, лукошки, кнуты и т.п.
Начиная с 1912 года под руководством Ижевского сельскохозяйственного общества стали проводиться ежегодные выставки достижения сельского хозяйства.
Действовал здесь и павильон, специализированный на строительных материалах, а в 1913 году была открыта оружейная лавка.
13 декабря 1918 года площадь стала называться Площадью Свободы. На ней стали проводиться митинги, демонстрации.
Решением исполкома горсовета 7 октября 1920 года, в связи с проведением здесь первого в Ижевске футбольного матча, площадь получила название Площадь Спорта. В силу того, что впредь подобные мероприятия здесь устраивались крайне редко, это название отмерло само собой.
В 1929 году по решению горсовета Центральный рынок вернулся на Сенную площадь. С начала 1950-х годов на Сенной стали появляться новые постройки. В 1967 году был построен центральный павильон.

## Транспорт
Остановка «Центральный рынок»:
- Троллейбусы: № 6, 6Д, 10, 14.
- Автобус: № 25, 319, 357.
- Маршрутки: № 45, 50, 53, 341.